# Soveja
Soveja là một xã thuộc hạt Vrancea, România. Dân số thời điểm năm 2002 là 2758 người.